# Laguna de los Tollos
Laguna de los Tollos är en periodisk sjö i Spanien. Den ligger i den sydvästra delen av landet, 400 km söder om huvudstaden Madrid. Laguna de los Tollos ligger 56 meter över havet.  Trakten runt Laguna de los Tollos består till största delen av jordbruksmark.